# Prionomelia clandestina
Prionomelia clandestina är en fjärilsart som beskrevs av Frederick H. Rindge 1972. Prionomelia clandestina ingår i släktet Prionomelia och familjen mätare. Inga underarter finns listade i Catalogue of Life.